# Christopher Lennie
Pour les articles homonymes, voir Lennie.
 (juin 2021).
Christopher John Lennie (Chris Lennie) (né le 22 février 1953) est un homme politique britannique. 

## Biographie
Il est secrétaire général adjoint du Parti travailliste,. Il est nommé pair à vie en tant que baron Lennie, de Longsands Tynemouth dans le comté de Tyne and Wear, le 22 septembre 2014.
Il est actuellement whip de l'opposition à la Chambre des lords.